# 果樹

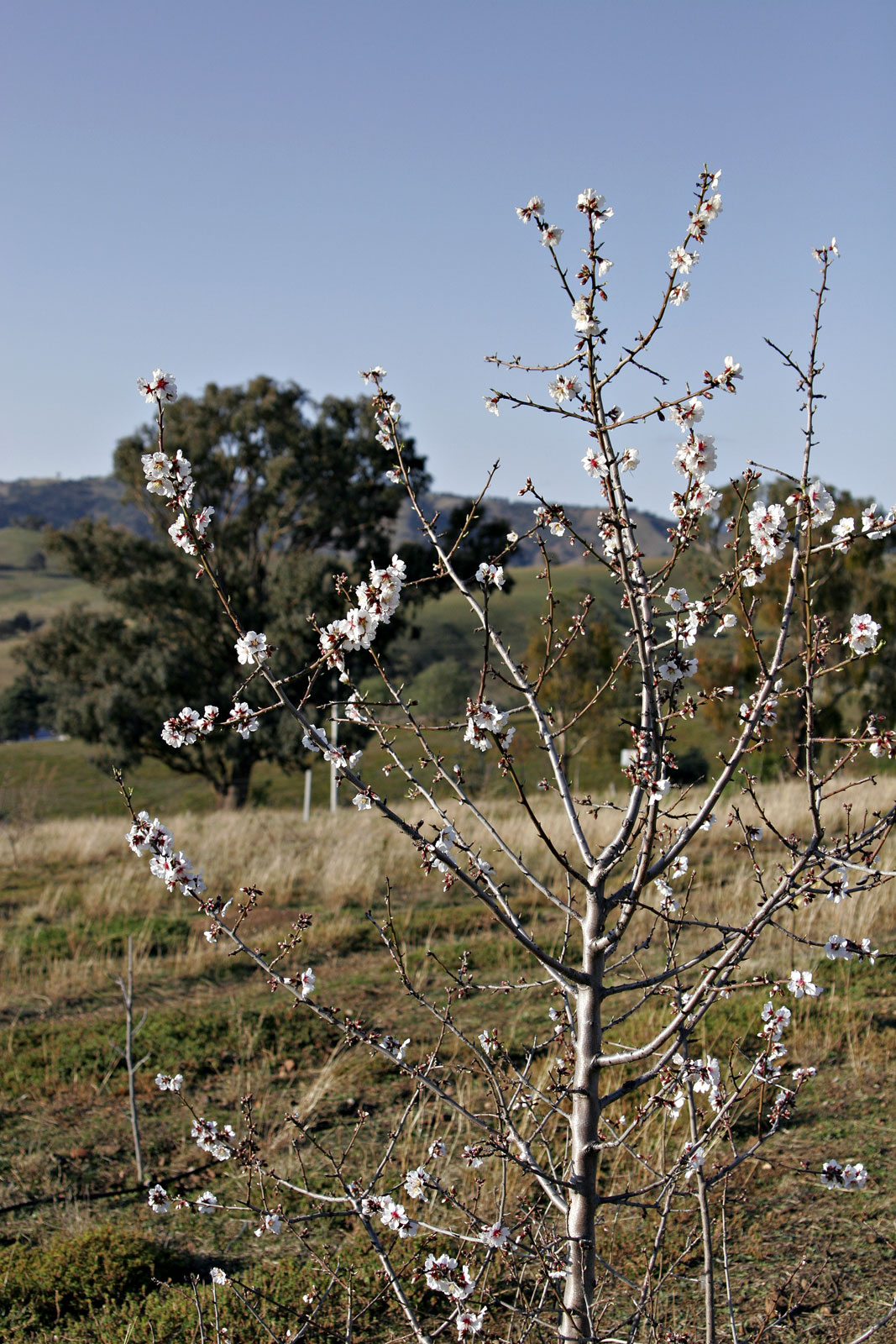
開花的扁桃樹

果樹是指會結果供人類使用的樹。果實是花成熟的子房裡，一顆或多於一顆的種子，因此所有會結果的樹都是開花植物。在園藝方面，果樹是指多年生的植物，且食用部位是果實。在不同地方，果實的分類會有所不同。不過，在烹飪，果實會包括堅果（如胡桃）。
關於果實培植的科學研究被稱為「果實學」，把果實根據形態學及解剖學分類。
例如:
梨果，包括蘋果和梨等；及
核果，包括桃、扁桃、杏和櫻桃等

## 果樹的例子
- 黃晶果
- 蘋果
- 餘甘子
- 扁桃
- 杏
- 鱷梨
- 香蕉
- 藍莓
- 楊桃
- 腰果
- 櫻桃
- 柑橘屬(如橙、檸檬、青檸等)
- 椰子
- 榴槤
- 番石榴
- 棗
- 波羅蜜
- 荔枝
- 芒果
- 枸杞
- 歐洲酸櫻桃
- 橄欖
- 泡泡屬
- 梨
- 桃
- 柿
- 李
- 石榴
- 人心果
- 番荔枝
- 甜栗
- 胡桃
- 奇異果
- 梔子

## 外部連結
- Pennsylvania tree fruit production guide; a guide on how to set-up an orchard in practice （页面存档备份，存于）
- The fruit tree planting foundation
- fruit trees  （页面存档备份，存于）
- Apple sapling  （页面存档备份，存于）
- Fruit Tree Info  （页面存档备份，存于）